# Bruno Fagerlund
Karl Bruno Fagerlund, född 26 juni 1916 i Östra Torp, Smygehamn, död 17 januari 1977 i Östra Torp, var en svensk målare.
Han var son till källarmästaren Axel Fagerlund och Sigrid Kämpe. Fagerlund studerade konst vid Skånska målarskolan i Malmö och vid Edward Berggrens och Otto Skölds målarskolor i Stockholm samt under studieresor till Frankrike. Separat ställde han ut på Stenmans Galleri i Stockholm och han medverkade i samlingsutställningar med Skånes konstförening.